# Vương thái hậu
Vương thái hậu (chữ Hán: 王太后; Hangul: 왕태후; tiếng Anh: Dowager Queen hoặc Queen Mother) là một tước vị dành cho Vương hậu của các Quốc vương đã qua đời, hoặc mẹ đẻ (đôi khi là bà nội) của Tân Quốc vương, hoặc là mẹ của Hoàng tử mang tước Vương trong thế giới Hán quyển Đông Á.
Tước vị này kém hơn Hoàng thái hậu và tương đương với Vương đại phi, tuy nhiên "Đại phi" là một tước hiệu đặc thù được sử dụng trong hệ thống Nội mệnh phụ của nhà Triều Tiên.

## Lịch sử
Khái luận về xuất xứ của danh xưng Thái hậu được đề cập trong Sự vật khởi nguyên (事物紀原) của Cao Thừa (高承) thời nhà Tống:「"Sử ký - Tần bản kỷ viết: Chiêu vương mẫu Mị thị, hiệu Tuyên Thái hậu. Từ đó Vương mẫu đều gọi như vậy"; 《史記秦本紀》曰：昭王母羋氏，號宣太后。王母於是始以為稱。」. Theo đó, thời Tiên Tần, khi Tần Chiêu Tương vương tôn mẹ là Mị thị làm Tuyên Thái hậu, vì vậy mới bắt đầu chuyện dùng danh vị Thái hậu để gọi mẹ của quân vương. Về sau, Triệu Hiếu Thành vương cũng theo cách của nhà Tần, tôn xưng mẹ ruột Hiếu Uy Thái hậu.
Thời nhà Tần, Tần Thủy Hoàng xưng Hoàng đế, quy định mẹ của Hoàng đế gọi là Hoàng thái hậu. Nhà Hán, chư hầu là Hoàng tử mang tước Vương, người mẹ được phong [Vương quốc Thái hậu; 王國太后] và đến đất phong sống cùng con, ví dụ như Bạc Cơ từng là 「Đại Thái hậu; 代太后」 khi con trai bà là Hán Văn Đế Lưu Hằng được phong làm 「Đại vương; 代王」. Sang thời Đông Hán và Tào Ngụy, danh hiệu "Vương quốc Thái hậu" được thay thế bằng danh vị [Vương quốc Thái phi; 王國太妃]. Những bà nội của tước Vương vẫn dùng danh vị Thái hậu, như Hoa Dương Thái hậu cùng các Vương thái hậu thời Tây Hán, chỉ dùng họ vốn có hoặc biệt hiệu đặc thù kèm danh xưng "Thái hậu" như cũ mà không có sự bồi thêm bối phận.
Đến thời Ngũ Hồ Thập lục quốc, có rất nhiều quốc gia nhỏ lẻ khắp Trung Quốc xưng Đế xưng Vương tùy tình thế, và "Vương thái hậu" một lần nữa xuất hiện là danh vị cho mẹ của quân vương. Như Trương Trọng Hoa của nhà nước Tiền Triệu, vừa có đích mẫu Nghiêm thị, vừa có sinh mẫu Mã thị khi ông lên ngôi. Để phân biệt, ông tôn đích mẫu danh hiệu là [Đại vương thái hậu; 大王太后], còn sinh mẫu Mã thị là Vương thái hậu theo thông lệ. Cũng thời Tiền Triệu, Quốc vương Trương Huyền Tịnh kế vị sau cha là Trương Trọng Hoa, tôn tổ mẫu Mã thị làm [Thái vương thái hậu; 太王太后]. Từ nhà Đường định ra chế độ nghiêm ngặt, mẹ của Thân vương đều là ["Thái phi"], và từ đó danh hiệu ["Thái hậu"] chỉ dùng để gọi mẹ các Hoàng đế trong khối Đông Á đồng văn, tức Hoàng thái hậu.
Trong lịch sử Hàn Quốc, nhà Cao Ly xưng Vương nhưng vẫn giữ vị trí độc lập với Trung Hoa, các mẹ của Cao Ly vương đều được tôn xưng danh vị Vương thái hậu qua các đời. Dù đại đa số Thái hậu triều Cao Ly chỉ là thụy hiệu, tức truy tôn sau khi mất nhưng cũng có trường hợp làm Vương thái hậu tại vị. Ví dụ như Hiến Ai Vương hậu Hoàng Phủ thị, sinh mẫu của Cao Ly Mục Tông, dưới thời Cao Ly Thành Tông được tôn làm 「Thiên Thu Thái hậu; 千秋太后; 천추태후Cheonchu-Taehu」, lâm triều nhiếp chính.
Tại Việt Nam, lịch sử nhà Triệu có Cù hậu từng là Vương thái hậu, do các vua nhà Triệu xưng Vương. Tuy Dương Như Ngọc từng là Vương hậu thời Ngô Quyền, song sang thời sau bà chỉ xưng gọi là ["Quốc mẫu"] mà không phải Thái hậu. Từ thời nhà Đinh, các triều đại Việt Nam đều xưng Hoàng đế, từ "Thái hậu" tức ám chỉ đến Hoàng thái hậu. Thời Lê trung hưng, tuy chúa Trịnh xưng Vương nhưng chỉ tôn mẹ làm Thái phi. Tước hiệu Vương thái hậu chỉ xuất hiện một lần thời Gia Long, khi Nguyễn Phúc Ánh vừa xưng Vương, tôn mẹ là Nguyễn Thị Hoàn làm Vương thái hậu vào năm 1803, sau đó sang năm 1806 mới tôn làm Hoàng thái hậu.

## Những vấn đề khác

### Phân biệt với Hoàng thái hậu
Tước vị Hoàng thái hậu là dành riêng cho mẹ của Hoàng đế, còn Vương thái hậu là dành cho mẹ của các quân chủ mang tước Vương. Cả hai tước hiệu đều có thể gọi tắt thành Thái hậu, song khoảng cách có rạch ròi.
Đối với phiên hệ tiếng Anh, tước vị Hoàng thái hậu là [Empress Dowager], [Dowager Empress] hoặc [Empress Mother]; còn Vương thái hậu là [Queen Dowager], [Dowager Queen] hoặc [Queen Mother]. Tuy vậy, các quốc gia phương Tây không thường xuyên sử dụng những cách gọi này, mà họ thường gọi vị gỏa phụ ấy bằng tên của người chồng, như Victoria, Vương nữ Vương thất, vợ của Hoàng đế Friedrich III, trong thời gian làm góa phụ được gọi là Kaiserin Friedrich; nghĩa là Hoàng hậu Friedrich. Còn một cách khác đơn giản hơn, họ sẽ thường được gọi theo tên thật, bất chấp vai vế, như Mary xứ Teck của Liên hiệp Anh, từ khi chồng là Vua George V qua đời, bà chỉ được gọi đơn giản là [Queen Mary], dù cho là thời hai người con trai lẫn người cháu nội, Elizabeth II.

### Vai trò
Tại Đông Á, Tuyên Thái hậu Mị thị là người được xem là Thái hậu sớm nhất trong lịch sử, và cũng là một Vương thái hậu đầy quyền lực. Điều này tiếp tục khi nhà Hán có các Hoàng thái hậu có ảnh hưởng chính trị. Bởi vì Đông Á xem trọng hiếu đạo, mẹ của quân chủ bằng gián tiếp hay trực tiếp cũng đều có vị thế rất to lớn đối với vị vua ấy.
Tuy nhiên, điều này không tương tự ở Châu Âu. Các Vương hậu sau khi chồng qua đời sẽ được xem là Vương thái hậu một cách hiển nhiên, được hiểu theo nghĩa ["Vợ góa của Tiên vương"] hơn là một loại vinh danh, do vậy các Thái hậu Châu Âu không có lễ tấn tôn hay đăng quang nào. Về ảnh hưởng tại triều đình, các Vương thái hậu thông thường sẽ dễ bị thay thế bởi các Vương hậu, là vợ của Quốc chủ đang trị vì. Các Thái hậu nếu xuất thân quý tộc bản địa sẽ chọn trở về quê nhà, hoặc không thì chọn cách an dưỡng trong một Tu viện hay Lâu đài nào đó thuộc quyền sở hữu của mình cho đến khi qua đời. Tuy nhiên, không phải không có Thái hậu trời Tây sử dụng vị thế là mẹ của vua để ảnh hưởng chính trị, đáng kể đến là Caterina de' Medici.
Ở Châu Âu xem trọng tính thực tế của tước hiệu, cũng như biến động chính trị phức tạp, cho nên không phải người mẹ nào của quân chủ cũng đều là Thái hậu. Yêu cầu tiên quyết nhất của một Thái hậu, là phải từng là Vương hậu đời trước và phải còn sống. Không ít những 「Vương mẫu; Mother of the King」 chưa bao giờ được nhận tước hiệu Thái hậu dù có ảnh hưởng, như mẹ của Henry VII của Anh là Margaret Beaufort, Bá tước phu nhân xứ Richmond và Derby. Hoặc các Thái hậu nhưng không có liên hệ máu mủ gì với Quốc vương hiện tại, thậm chí còn là mẹ vợ của nhà vua, như trường hợp của Elizabeth Woodville thời Henry VII, hoặc là bác dâu (vợ của bác ruột) như trường hợp của Adelheid xứ Sachsen-Meiningen thời Victoria.

## Nhân vật nổi tiếng

### Trung Quốc
- Tuyên Thái hậu - phi tần của Tần Huệ Văn vương, là Vương thái hậu đầu tiên trong lịch sử Trung Quốc.
- Hoa Dương Thái hậu - Vương hậu của Tần Hiếu Văn vương, bà nội trên danh nghĩa của Tần Thủy Hoàng.
- Triệu Cơ - Vương hậu của Tần Trang Tương vương, mẹ của Tần Thủy Hoàng, sau được truy tôn Đế Thái hậu (帝太后).
- Bạc Cơ - phi tần của Hán Cao Tổ, mẹ của Hán Văn Đế, trở thành Đại Vương thái hậu (大王太后) khi con bà được ban làm Đại vương.
- Phó Thái hậu - phi tần của Hán Nguyên Đế, mẹ của Lưu Khang và bà nội của Hán Ai Đế, trở thành Định Đào Thái hậu (定陶太后) khi con bà được ban làm Định Đào vương.
- Phùng Viện - phi tần của Hán Nguyên Đế, mẹ của Lưu Hưng và bà nội của Hán Bình Đế, trở thành Trung Sơn Thái hậu (中山太后) khi con bà được ban làm Trung Sơn vương.
- Quách Thánh Thông - Hoàng hậu của Hán Quang Vũ Đế, bị phế nhưng vẫn được phong Phái Thái hậu (沛太后) khi con bà được ban làm Phái vương.

### Việt Nam
- Cù hậu - mẹ của Triệu Ai vương. Cù hậu nổi tiếng trong lịch sử vì việc chuyên quyền trên cương vị nhiếp chính.
- Nguyễn Thị Hoàn - chính thất phu nhân của Nguyễn Phúc Luân, mẹ của Vua Gia Long. Năm 1802, Vua Gia Long tôn bà làm Vương thái hậu. Năm 1806, bà chính thức trở thành Hoàng thái hậu.

### Triều Tiên
- Thần Minh Vương thái hậu- mẹ của Cao Ly Định Tông và Cao Ly Quang Tông nổi tiếng khuynh đảo triều chính thời Cao Ly Định Tông
- Hiến Ai Vương hậu- mẹ của Cao Ly Mục Tông từng nhiếp chính trong giai đoạn của Cao Ly Mục Tông